# العلاقات البولندية الفرنسية

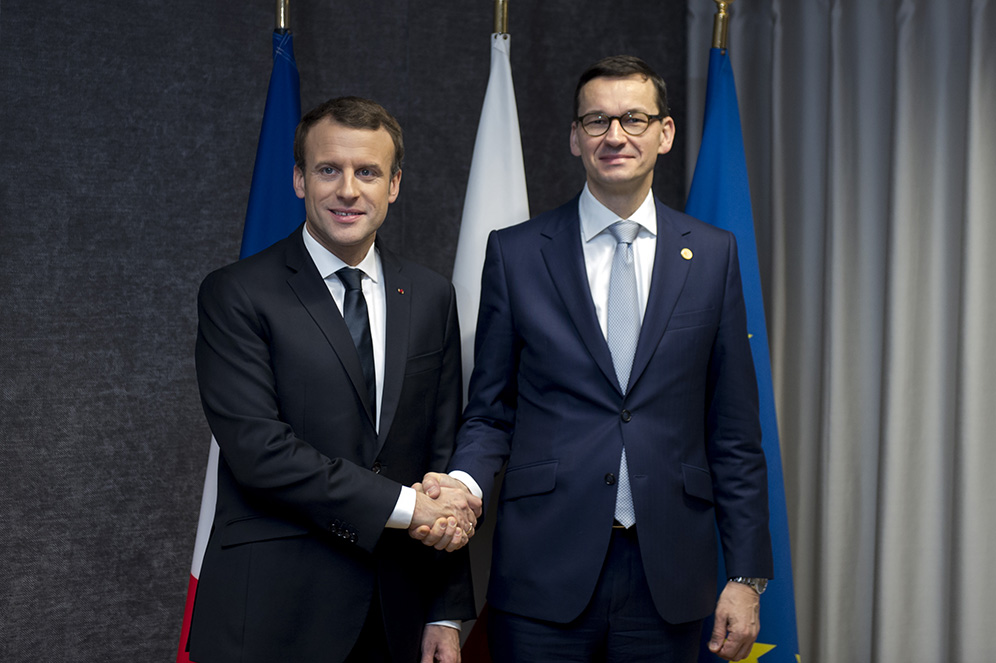
الرئيس الفرنسي إيمانويل ماكرون (يسارًا) مع رئيس الوزراء البولندي ماتيوز موراوسكي (يمينًا) في بروكسل

تعود العلاقات البولندية الفرنسية إلى عدة قرون، وذلك على الرغم من أنها لم تصبح ذات صلة إلا في زمن الثورة الفرنسية وعهد نابليون الأول. كان البولنديون حلفاء لنابليون، واستقرت جماعة كبيرة من البولنديين في فرنسا في القرن التاسع عشر، وكان البولنديون والفرنسيون حليفين أيضًا خلال فترة ما بين الحربين. لم يكن بين البلدين علاقات جيدة في الماضي، على الرغم من أن الجيش البولندي لم يقاتل عبر التاريخ ضد نظيره الفرنسي أو غير ذلك، بسبب عدم رغبة فرنسا في مساعدة بولندا في الحرب العالمية الثانية، والخيانة الغربية التي اتُّهمت فرنسا بها لبيع بولندا إلى الاتحاد السوفيتي. تحسنت العلاقات الرسمية منذ سقوط الشيوعية بعد أن بردت خلال الحرب الباردة. يُعد حاليًا كلا البلدين جزءًا من الاتحاد الأوروبي وحلف الناتو، بالإضافة إلى انضمام بولندا كمراقب إلى المنظمة الدولية للفرنكوفونية.

## التاريخ

### الهجرة الكبرى
تجسدت الهجرة الكبرى بهجرة النخب السياسية من بولندا بين عامي 1870-1831، وخاصة بعد انتفاضتي نوفمبر ويناير. لعب الأشخاص المهاجرين الذين نقلوا أنشطتهم خارج البلاد دورًا رئيسيًا في الحياة السياسية البولندية منذ نهاية القرن الثامن عشر. نُفِّذت الكثير من نشاطات المثقفين البولنديين السياسية والأيديولوجية خلال القرنين الثامن عشر والتاسع عشر خارج أراضي بولندا المقسمة بسبب هجرة النخب السياسية. تمركز معظم هؤلاء المهاجرين السياسيين في فرنسا، واعتبرهم البولنديون -المتأثرين حديثًا بنابليون- معقلًا للحرية في أوروبا.
جاء بعض البولنديين المشهورين للعيش في فرنسا خلال تلك الحقبة، مثل الملحن فريديريك شوبان، والكتاب مثل آدم ميتسكيفيتش، وسيبريان نورويد أو رواد الأعمال مثل لويس وولوسكي وسيتروين، والعالمة ماريا سكوودوفوسكا كوري (ماري كوري) فيما بعد.

### فترة ما بين الحربين
كانت بولندا وفرنسا حليفين سياسيين وعسكريين خلال فترة ما بين الحربين. أنشأ الاتفاق السياسي الموقع في باريس في 19 فبراير عام 1921 التعاون بينهما. وُقِّع على التحالف العسكري الفرنسي البولندي في عام 1921، واستمر حتى الغزو الألماني لبولندا، وذلك بدءًا من الجيش الأزرق الذي ساعد فرنسا في الحرب العالمية الأولى، والبعثة العسكرية الفرنسية إلى بولندا خلال الحرب البولندية السوفيتية (1919-1921).

### الحرب العالمية الثانية
تشكل جيش بولندي جديد في فرنسا تحت قيادة الجنرال فلاديسلاف سيكورسكي في أواخر عام 1939، وذلك بعد غزو ألمانيا النازية واحتلالها لبولندا. شملت الوحدات البولندية فرقة غرونادي الأولى من بين فرق أخرى. توترت العلاقات البولندية الفرنسية بسبب عدم رغبة فرنسا في مساعدة بولندا (الخيانة الغربية). توقفت العلاقات البولندية الفرنسية تقريبًا بعد سقوط فرنسا في عام 1940، وانخرط بعض البولنديين في صفوف المقاومة الفرنسية ضد قوات الاحتلال الألماني.

### الحرب الباردة
كانت العلاقات البولندية الفرنسية سيئة خلال الحرب الباردة، وذلك بسبب وقوف كلا البلدين في موقف متعارض خلالها. أصبحت فرنسا موقعًا لجالية بولندية مهاجرة مزدهرة مرة أخرى؛ وكان رينيه جوسيني من الأعضاء البارزين الآخرين فيها في تلك الفترة.

### ما بعد عام 1991
تحسنت العلاقات البولندية الفرنسية بعد سقوط الشيوعية. تُعد فرنسا، بصفتها عضوًا مؤسسًا للسوق الأوروبية المشتركة والاتحاد الأوروبي وحلف شمال الأطلسي، وعضوًا دائمًا في مجلس الأمن التابع للأمم المتحدة وقوة نووية، أحد الشركاء السياسيين والاقتصاديين والثقافيين والعلميين والتكنولوجيين الرئيسيين لبولندا.
شهد عام 2004 تقدمًا في العلاقات البولندية الفرنسية. تحسنت العلاقات بعد فترة من التوتر سببتها المقاربات المختلفة لأزمة العراق ومفاوضات الدستور الأوروبي. تُنظَّم اجتماعات لرأسيّ الدولة من البلدين سنويًا بعد انضمام بولندا إلى الاتحاد الأوروبي في 1 مايو عام 2004.
تُعد فرنسا أكبر مساهم في الاستثمار الأجنبي المباشر في بولندا. تتضمن الشركات الفرنسية اللامعة في بولندا شركة أورنج، وفيفاندي، وكارفور، وكازينو، وكريدي أجريكول، وسانت غوبان وأوشون.
أُجريت المشاورات الحكومية البولندية الفرنسية أربع مرات. عُقدت القمة الأخيرة في 23 نوفمبر عام 2017 في باريس مع الرئيس إيمانويل ماكرون ورئيس الوزراء بياتا سيدلو.

## مقارنة بين البلدين
هذه مقارنة عامة ومرجعية للدولتين:
| وجه المقارنة                                              | بولندا                                                                             | فرنسا                                                    |
| --------------------------------------------------------- | ---------------------------------------------------------------------------------- | -------------------------------------------------------- |
| المساحة (كم2)                                             | 312.68 ألف                                                                         | 643.80 ألف                                               |
| عدد السكان (نسمة)                                         | 38.43 مليون                                                                        | 67.12 مليون                                              |
| الكثافة السكانية (ن./كم²)                                 | 122.91                                                                             | 104.26                                                   |
| العاصمة                                                   | وارسو                                                                              | باريس                                                    |
| اللغة الرسمية                                             | اللغة البولندية                                                                    | لغة فرنسية                                               |
| العملة                                                    | زلوتي بولندي                                                                       | يورو، فرنك س ف ب، فرنك فرنسي، Livre tournois ‏            |
| الناتج المحلي الإجمالي (بليون دولار)                      | 524.51 مليار                                                                       | 2.58 تريليون                                             |
| الناتج المحلي الإجمالي (تعادل القوة الشرائية) بليون دولار | 1.02 تريليون                                                                       | 2.87 تريليون                                             |
| الناتج المحلي الإجمالي الاسمي للفرد دولار أمريكي          | 12.55 ألف                                                                          | 36.20 ألف                                                |
| الناتج المحلي الإجمالي للفرد دولار أمريكي                 | 26.14 ألف                                                                          | 39.33 ألف                                                |
| مؤشر التنمية البشرية                                      | 0.843                                                                              | 0.888                                                    |
| رمز المكالمات الدولي                                      | +48                                                                                | +33                                                      |
| رمز الإنترنت                                              | .pl                                                                                | .fr، .bzh ‏، .tf، .re، .wf، .yt، .pm، .paris              |
| المنطقة الزمنية                                           | توقيت وسط أوروبا، ت ع م+01:00، ت ع م+02:00، أوروبا/وارسو ‏، توقيت وسط أوروبا الصيفي | أوروبا/باريس ‏، توقيت وسط أوروبا، توقيت وسط أوروبا الصيفي |

## مدن متوأمة
في ما يلي قائمة باتفاقيات التوأمة بين مدن بولندية وفرنسية:
- ترتبط Gmina Lwówek Śląski [الإنجليزية]‏ مع Noidans-lès-Vesoul [الإنجليزية]‏ باتفاقية توأمة.
- ترتبط Gmina Żukowo [الإنجليزية]‏ مع سان جونيان باتفاقية توأمة.
- ترتبط Parczew [الإنجليزية]‏ مع بريسوير باتفاقية توأمة.
- ترتبط زغورجيلتس مع أفيون باتفاقية توأمة.
- ترتبط Zbrosławice [الإنجليزية]‏ مع Charnay-lès-Mâcon [الإنجليزية]‏ باتفاقية توأمة.
- ترتبط Siemianowice Śląskie [الإنجليزية]‏ مع وترلو باتفاقية توأمة.
- ترتبط فولشتين [الإنجليزية]‏ مع Domont [الإنجليزية]‏ باتفاقية توأمة.
- ترتبط Piła [الإنجليزية]‏ مع شاتيليرولت باتفاقية توأمة منذ 1996.
- ترتبط Gmina Konstancin-Jeziorna [الإنجليزية]‏ مع سن جرمن آن له باتفاقية توأمة.
- ترتبط كرزنو مع هارنيس باتفاقية توأمة منذ 16 فبراير 2001.[12][12][13][14]
- ترتبط فوجسواف شلانسكي [الإنجليزية]‏ مع سالاومينيس باتفاقية توأمة.
- ترتبط Żory [الإنجليزية]‏ مع Montceau-les-Mines [الإنجليزية]‏ باتفاقية توأمة.
- ترتبط غدانسك مع مارسيليا باتفاقية توأمة منذ 1990.[15][15][16][17]
- ترتبط كشالين مع بورج باتفاقية توأمة منذ 2004.[18][18][18][18]
- ترتبط البلنغ مع كومبيين باتفاقية توأمة منذ 1994.[19][19]
- ترتبط Śrem [الإنجليزية]‏ مع فوجير باتفاقية توأمة.
- ترتبط نيسا مع Taverny [الإنجليزية]‏ باتفاقية توأمة منذ 2002.
- ترتبط غليفيتسه مع فالنسيان باتفاقية توأمة منذ 1992.
- ترتبط Lwówek [الإنجليزية]‏ مع Chartres-de-Bretagne [الإنجليزية]‏ باتفاقية توأمة.
- ترتبط Brzeg Dolny [الإنجليزية]‏ مع Mont-Saint-Aignan [الإنجليزية]‏ باتفاقية توأمة.
- ترتبط Chojnice [الإنجليزية]‏ مع بايو باتفاقية توأمة.
- ترتبط Gmina Rabka-Zdrój [الإنجليزية]‏ مع Château-Gontier [الإنجليزية]‏ باتفاقية توأمة.
- ترتبط Wejherowo [الإنجليزية]‏ مع روان باتفاقية توأمة.
- ترتبط تشيلم مع مورلي (فرنسا) باتفاقية توأمة منذ 20 مارس 1996.[20][20][21][21]
- ترتبط تشيستوخوفا مع لورد باتفاقية توأمة منذ 2007.
- ترتبط سرادية مع أنيماس باتفاقية توأمة.
- ترتبط كونين مع هينان بومونت باتفاقية توأمة منذ 2003.[22][22]
- ترتبط كيلسي مع أورانج (فوكلوز) باتفاقية توأمة.
- ترتبط أولشتين مع شاتورو باتفاقية توأمة منذ 19 مارس 1999.[23][24][25][26]
- ترتبط Pasłęk [الإنجليزية]‏ مع La Couronne, Charente [الإنجليزية]‏ باتفاقية توأمة.
- ترتبط جلونا غورا مع تروا باتفاقية توأمة منذ 1975.
- ترتبط فوتسوافك مع Saint-Avold [الإنجليزية]‏ باتفاقية توأمة.
- ترتبط Niepołomice [الإنجليزية]‏ مع Saint-Jean-de-la-Ruelle [الإنجليزية]‏ باتفاقية توأمة.
- ترتبط Puszczykowo [الإنجليزية]‏ مع  باتفاقية توأمة.
- ترتبط Jarosław [الإنجليزية]‏ مع أورانج (فوكلوز) باتفاقية توأمة.[27]
- ترتبط Łęczyca [الإنجليزية]‏ مع Rillieux-la-Pape [الإنجليزية]‏ باتفاقية توأمة.
- ترتبط Złotów [الإنجليزية]‏ مع لافلش باتفاقية توأمة.
- ترتبط زابجه مع Seclin [الإنجليزية]‏ باتفاقية توأمة منذ 1983.
- ترتبط سوسنوفييتس مع روبيه باتفاقية توأمة.
- ترتبط كاليش مع Hautmont [الإنجليزية]‏ باتفاقية توأمة منذ 1982.
- ترتبط ريبنيك مع ليفين باتفاقية توأمة.
- ترتبط نوفي تارغ مع إيفري باتفاقية توأمة.
- ترتبط بياويستوك مع ديجون باتفاقية توأمة منذ 22 يونيو 2013.[28][28][28][28]
- ترتبط Gościno [الإنجليزية]‏ مع Montmorillon [الإنجليزية]‏ باتفاقية توأمة منذ 2003.
- ترتبط Nowa Dęba [الإنجليزية]‏ مع Ploemeur [الإنجليزية]‏ باتفاقية توأمة.
- ترتبط Żywiec [الإنجليزية]‏ مع ريوم باتفاقية توأمة.
- ترتبط Pniewy [الإنجليزية]‏ مع Halluin [الإنجليزية]‏ باتفاقية توأمة.
- ترتبط Puck, Poland [الإنجليزية]‏ مع غويريت باتفاقية توأمة.
- ترتبط Brzeg [الإنجليزية]‏ مع بورغ أون بريس باتفاقية توأمة.
- ترتبط Otwock [الإنجليزية]‏ مع Saint-Amand-Montrond [الإنجليزية]‏ باتفاقية توأمة.
- ترتبط ليشنو مع مونلوسون باتفاقية توأمة منذ 1984.
- ترتبط Wronki [الإنجليزية]‏ مع Plérin [الإنجليزية]‏ باتفاقية توأمة.
- ترتبط فروتسواف مع فيين باتفاقية توأمة منذ 1990.[29][29][29][30]
- ترتبط بيوتركوف تريبونالسكي مع فيين باتفاقية توأمة منذ 1996.
- ترتبط Łomianki [الإنجليزية]‏ مع نويليس ليه فيرميليس باتفاقية توأمة.
- ترتبط تورون مع أنجيه باتفاقية توأمة منذ 2010.[23][31][32][33]
- ترتبط سيدلس مع نيفير باتفاقية توأمة.
- ترتبط Bolesławiec [الإنجليزية]‏ مع نوجينت سور مارن باتفاقية توأمة.
- ترتبط بياسيتشنو مع La Calmette [الإنجليزية]‏ باتفاقية توأمة.
- ترتبط زكوبن مع سينت ديه دي فوج باتفاقية توأمة.
- ترتبط Kolbuszowa [الإنجليزية]‏ مع بلويرميل باتفاقية توأمة منذ 1987.
- ترتبط ملافا مع سافيرن باتفاقية توأمة.
- ترتبط غنيزنو مع سان مالو باتفاقية توأمة.
- ترتبط Gmina Gościno [الإنجليزية]‏ مع Montmorillon [الإنجليزية]‏ باتفاقية توأمة منذ 2003.
- ترتبط Włoszczowa [الإنجليزية]‏ مع Le Passage, Lot-et-Garonne [الإنجليزية]‏ باتفاقية توأمة.
- ترتبط Kamienna Góra [الإنجليزية]‏ مع فييرزو باتفاقية توأمة.
- ترتبط Będzino [الإنجليزية]‏ مع Saint-Yrieix-sur-Charente [الإنجليزية]‏ باتفاقية توأمة.
- ترتبط Murowana Goślina [الإنجليزية]‏ مع Yvetot [الإنجليزية]‏ باتفاقية توأمة.
- ترتبط وارسو مع إيل دو فرانس باتفاقية توأمة منذ 1989.
- ترتبط Gmina Sobótka [الإنجليزية]‏ مع Gauchy [الإنجليزية]‏ باتفاقية توأمة.
- ترتبط Izabelin, Warsaw West County [الإنجليزية]‏ مع ميرو باتفاقية توأمة.
- ترتبط Strzyżów [الإنجليزية]‏ مع Cissé, Vienne [الإنجليزية]‏ باتفاقية توأمة.
- ترتبط كاتوفيتسه مع سانت إتيان باتفاقية توأمة منذ 1991.
- ترتبط Lubsko [الإنجليزية]‏ مع Masny [الإنجليزية]‏ باتفاقية توأمة منذ 16 يونيو 2017.[34]
- ترتبط أوبولي مع ديجون باتفاقية توأمة منذ 14 أبريل 2004.[35][36][37][38]
- ترتبط Myślenice [الإنجليزية]‏ مع Tinqueux [الإنجليزية]‏ باتفاقية توأمة.
- ترتبط Szczawno-Zdrój [الإنجليزية]‏ مع Briey [الإنجليزية]‏ باتفاقية توأمة.
- ترتبط يزتشمبية ازدرويي مع توركوان باتفاقية توأمة.
- ترتبط تشَيڤ مع بوفيه باتفاقية توأمة منذ 1990.
- ترتبط Szamotuły [الإنجليزية]‏ مع بريجنول باتفاقية توأمة.
- ترتبط بييلسكو-بياوا مع بيزنسون باتفاقية توأمة منذ 1998.
- ترتبط شورودا فيلكوبولسكا مع فيتري باتفاقية توأمة.
- ترتبط فياليتشكا مع Saint-André-lez-Lille [الإنجليزية]‏ باتفاقية توأمة.
- ترتبط Jarocin [الإنجليزية]‏ مع ليبيركورت باتفاقية توأمة.
- ترتبط Mielec [الإنجليزية]‏ مع مورلي (فرنسا) باتفاقية توأمة.
- ترتبط بوتسك مع أوكسار باتفاقية توأمة منذ 1972.
- ترتبط ألويرنيا مع Évron  [لغات أخرى]‏ باتفاقية توأمة.
- ترتبط بيالا بودلاسكا مع نيور باتفاقية توأمة منذ 16 مايو 2001.[39][39][39]
- ترتبط لغنيتسا مع روآن باتفاقية توأمة.
- ترتبط Libiąż [الإنجليزية]‏ مع رويفروي باتفاقية توأمة.
- ترتبط Kraśnik [الإنجليزية]‏ مع شاتو سالينز باتفاقية توأمة.
- ترتبط Kościerzyna [الإنجليزية]‏ مع Sanary-sur-Mer [الإنجليزية]‏ باتفاقية توأمة.
- ترتبط وودج مع ليون باتفاقية توأمة منذ 7 مايو 1993.[40][41][42][43]
- ترتبط Szczecinek [الإنجليزية]‏ مع نويليس سوس لينس باتفاقية توأمة.
- ترتبط Żary [الإنجليزية]‏ مع Longuyon [الإنجليزية]‏ باتفاقية توأمة.
- ترتبط كراكوف مع بوردو باتفاقية توأمة منذ 19 أغسطس 1998.[44][44][44][44]
- ترتبط خوينا مع غرانفيل باتفاقية توأمة.
- ترتبط Sobótka [الإنجليزية]‏ مع Gauchy [الإنجليزية]‏ باتفاقية توأمة.
- ترتبط Sztum [الإنجليزية]‏ مع Val-de-Reuil [الإنجليزية]‏ باتفاقية توأمة.
- ترتبط Bełchatów [الإنجليزية]‏ مع Aubergenville [الإنجليزية]‏ باتفاقية توأمة منذ 2013.
- ترتبط Gmina Września [الإنجليزية]‏ مع Bruz [الإنجليزية]‏ باتفاقية توأمة.
- ترتبط لوبلين مع نانسي باتفاقية توأمة منذ 11 سبتمبر 1999.[45][45]
- ترتبط Gmina Marklowice [الإنجليزية]‏ مع بارلين باتفاقية توأمة منذ 2006.[46]
- ترتبط Człuchów [الإنجليزية]‏ مع Conches-en-Ouche [الإنجليزية]‏ باتفاقية توأمة منذ 28 أكتوبر 1995.
- ترتبط فيغورجيفو مع لفرنكوك [الإنجليزية]‏ باتفاقية توأمة.
- ترتبط Gmina Chrzanów, Lesser Poland Voivodeship [الإنجليزية]‏ مع هارنيس باتفاقية توأمة منذ 16 فبراير 2001.[12][12][13][14]
- ترتبط Rabka-Zdrój [الإنجليزية]‏ مع Château-Gontier [الإنجليزية]‏ باتفاقية توأمة.
- ترتبط بوزنان مع رين باتفاقية توأمة منذ 1979.
- ترتبط Gmina Siechnice [الإنجليزية]‏ مع Sin-le-Noble [الإنجليزية]‏ باتفاقية توأمة.
- ترتبط تارنوفسكي غوري مع ميريكورت باتفاقية توأمة.
- ترتبط Gmina Krotoszyn [الإنجليزية]‏ مع Fontenay-le-Comte [الإنجليزية]‏ باتفاقية توأمة.
- ترتبط Konstancin-Jeziorna [الإنجليزية]‏ مع سن جرمن آن له باتفاقية توأمة.
- ترتبط Darłowo [الإنجليزية]‏ مع سان دولشار باتفاقية توأمة.
- ترتبط Święta Katarzyna, Lower Silesian Voivodeship [الإنجليزية]‏ مع Sin-le-Noble [الإنجليزية]‏ باتفاقية توأمة.
- ترتبط بولافي مع دواي باتفاقية توأمة منذ 1996.
- ترتبط Głubczyce [الإنجليزية]‏ مع Saint-Rémy-sur-Avre [الإنجليزية]‏ باتفاقية توأمة.

## منظمات دولية مشتركة
يشترك البلدان في عضوية مجموعة من المنظمات الدولية، منها:
| علم المنظمة | اسم المنظمة                             | تاريخ انضمام بولندا | تاريخ انضمام فرنسا |
| ----------- | --------------------------------------- | ------------------- | ------------------ |
|             | وكالة الفضاء الأوروبية                  | 19 يناير 2012       | 30 أكتوبر 1980     |
|             | الاتحاد الأوروبي                        | 1 مايو 2004         | 25 مارس 1957       |
|             | وكالة ضمان الاستثمار متعدد الأطراف      | 29 يونيو 1990       | 28 ديسمبر 1989     |
|             | منظمة التعاون الاقتصادي والتنمية        | 22 نوفمبر 1996      | 7 أغسطس 1961       |
|             | الأمم المتحدة                           | 24 أكتوبر 1945      | 24 أكتوبر 1945     |
|             | الوكالة الدولية للطاقة                  | 25 سبتمبر 2008      | ?                  |
|             | الفريق المعني برصد الأرض                | ?                   | ?                  |
|             | مركز تنسيق الحركة في أوروبا ‏            | ?                   | ?                  |
|             | منظمة حظر الأسلحة الكيميائية            | ?                   | ?                  |
|             | منظمة التجارة العالمية                  | 1 يوليو 1995        | 1995               |
|             | منظمة الشرطة الجنائية الدولية           | ?                   | ?                  |
|             | منظمة الأمن والتعاون في أوروبا          | 25 يونيو 1973       | 25 يونيو 1973      |
|             | مؤسسة التنمية الدولية                   | 28 أكتوبر 1960      | 30 ديسمبر 1960     |
|             | حلف شمال الأطلسي                        | 12 مارس 1999        | 4 أبريل 1949       |
|             | يونسكو                                  | 6 نوفمبر 1946       | 4 نوفمبر 1946      |
|             | نظام تحكم تكنولوجيا القذائف             | 1998                | 1987               |
|             | مجلس أوروبا                             | 26 نوفمبر 1991      | 5 مايو 1949        |
|             | الاتحاد البريدي العالمي                 | 1 مايو 1919         | ?                  |
|             | البنك الدولي للإنشاء والتعمير           | 27 يونيو 1986       | 27 ديسمبر 1945     |
|             | اتفاقية السماوات المفتوحة               | ?                   | ?                  |
|             | المنظمة الهيدروغرافية الدولية           | ?                   | ?                  |
|             | الاتحاد الدولي للاتصالات                | 1921                | 1866               |
|             | مؤسسة التمويل الدولية                   | 29 ديسمبر 1987      | 20 يوليو 1956      |
|             | المنظمة الأوروبية لسلامة الملاحة الجوية | 2004                | 1960               |
|             | مجموعة أستراليا                         | 1994                | 1985               |
|             | مجموعة الموردين النوويين                | ?                   | ?                  |

## أعلام
هذه قائمة لبعض الشخصيات التي تربطها علاقات بالبلدين:
- أندريه العملاق (مصارع فرنسي، 19 مايو 1946[57] – 27 يناير 1993[57])
- أندريه سيتروين (5 فبراير 1878[58][59][60] – 3 يوليو 1935[58][59])
- إيرين جوليو-كوري (12 سبتمبر 1897[61][62][63] – 17 مارس 1956[61][62][63])
- جورج ساند (1 يوليو 1804[64][65][66] – 8 يونيو 1876[64][65][66])
- جولييت بينوش (ممثلة فرنسية، 9 مارس 1964[67][68][69] – )
- ريموند كوبا (لاعب كرة قدم فرنسي، 13 أكتوبر 1931[70] – 3 مارس 2017)
- شارل العاشر ملك فرنسا (ملك فرنسي سابق، 9 أكتوبر 1757[71][72][73] – 6 نوفمبر 1836[71][72][73])
- غيوم أبولينير (شاعر فرنسي، 26 أغسطس 1880[74][75][76] – 9 نوفمبر 1918[74][75][76])
- فريدريك شوبان (مؤلّف ومُلحّن موسيقي فرنسي من أصل بولندي، 22 فبراير 1810[77] – 17 أكتوبر 1849[77][78][79])
- لوران كوشيلني (لاعب كرة قدم فرنسي، 10 سبتمبر 1985[80] – )
- لويس الثامن عشر (17 نوفمبر 1755[81][82] – 16 سبتمبر 1824[81][82])
- لويس السادس عشر ملك فرنسا (سياسي فرنسي، 23 أغسطس 1754[83][84][85] – 21 يناير 1793[83][84][85])
- ماري كوري (عالمة كيمياء بولندية، 7 نوفمبر 1867[86][87][88] – 4 يوليو 1934[86][87][88])
- هنري الثالث ملك فرنسا (19 سبتمبر 1551[89] – 2 أغسطس 1589[90][91])
- يوري دجوركاييف (لاعب كرة قدم فرنسي، 9 مارس 1968[92] – )

## وصلات خارجية
- موقع وزارة الخارجية البولندية
- موقع وزارة الخارجية الفرنسية